# Mary-Kate och Ashley Olsen
Mary-Kate Olsen och Ashley Fuller Olsen, födda 13 juni 1986 i Sherman Oaks i Kalifornien, är amerikanska tvillingsystrar (tvåäggstvillingar), som båda är skådespelare, modedesigners och entreprenörer. Systrarna har medverkat i en mängd egna filmer och TV-serier sedan barnsben och fick sitt stora genombrott i den delade rollen "Michelle" i TV-serien Huset fullt.

## Barn- och ungdomstid
Systrarna föddes 1986 i Sherman Oaks i Kalifornien. Släkten Olsen är av danskt och norskt ursprung. Då tvillingarna Olsen var nio månader gamla tog deras mor med dem till en audition för rollen som Michelle Tanner i TV-serien Huset fullt. Egentligen hade de redan hittat ett par som skulle spela Michelle i den nya serien, men producenterna föll så djupt för tvillingarna Olsen att de fick rollen i stället.
Publiken blev så kära i Mary-Kate och Ashley Olsen, att de ville se mer av dem, fast när de spelade mot varandra. Därefter, 1993, kom deras första film - To Grandmother's House We Go. 1995 gjorde de filmen Två skall man vara. Under de kommande åren spelade de in nästan trettio filmer, som många gavs ut direkt på video. De spelade också in ett antal musikalbum och musikvideor, samt har gett ut flera bokserier i samproduktion med olika författare (till exempel Sweet 16 och Graduation Summer).
1998 började inspelningen av tvillingarnas andra komediserie Av samma skrot och korn (Two of a Kind). De spelade tvillingarna Mary-Kate och Ashley Burke. Programmet blev även en bokserie med samma namn. Serien var populär, men kortlivad och tvillingarna arbetade fortfarande mest med filmer.
1999 fick de dock utmärkelsen ”Bästa TV-skådespelare” på Nickelodeon Kids' Choice Awards. 2001 kom deras tredje komedi So Little Time där de spelar tvillingarna Chloe och Riley Carlson, som bor i Kalifornien med sina separerade föräldrar och en nyfiken butler. Serien är delvis baserad på tvillingarnas egna liv i den åldern, vars föräldrar också var skilda.

## Företagare och vuxenliv
2004 gjorde de huvudrollerna i filmen En galen dag i New York (New York Minute), där spelar de tvillingsystrarna Jane och Roxy Ryan. Filmen blev dock något av en vändpunkt för deras fortsatta arbete, då den inte möttes enbart positivt av omvärlden, och den blev den hittills sista systrarna gjort tillsammans. Det året fyllde de dessutom 18 år och gick från att vara barn- och ungdomsstjärnor till att finna sin nya roll som vuxna.
Efter den stora framgången i Huset fullt var efterfrågan på produktioner med systrarna mycket stort i USA, och före fyllda 6 år blev de världens yngsta filmproducenter, och år efter år fylldes det mesta av deras lediga tid med arbete med filmer, böcker, musikproduktioner, internationella och nationella inspelningsresor mm, men ändå levde de samtidigt ett relativt normalt liv parallellt, med skola, hobbyer etc.
För alla deras olika verksamheter startade de företaget Dualstar Entertainment. VD och delägare i företaget blev Robert Thorne, som arbetat för tvillingarna i 15 år. Innan de fyllt 10 år var Mary-Kate och Ashley Olsen USA:s yngsta miljonärer som själva tjänat ihop sina pengar. Idag har systrarna köpt ut Robert Thorne och äger själva hela företaget. Dualstar säljer och lanserar alla produkter som säljs i tvillingarnas namn, som till exempel filmer, böcker, smink, skivor och kläder. Idag omsätter företaget två miljarder dollar om året.
Numera driver de två egna klädmärken med egen design, det nyare Elizabeth and James samt The Row. Mary-Kate och Ashley har på senare tid jobbat på var sitt håll, Mary-Kate mer med skådespeleri, medan Ashley valt att fokusera på kläddesignarbetet. Även deras yngre syster Elizabeth Olsen har satsat på skådespelarbanan och medverkat i en del filmer utöver några av systrarnas produktioner.
År 2014 erhöll de det prestigefulla modepriset Accessories Designer of the Year vid Council of Fashion Designers of America Awards (CFDA),

## Filmografi (urval)
- 1993 - To Grandmother's House We Go
- 1993 - Double, Double, Toil and Trouble
- 1994 - Tvillingarna i trubbel
- 1995 - Två skall man vara
- 1995 - Busungarna
- 1998 - Pappas nya tjej
- 1999 - Switching Goals
- 1999 - Ett äventyr i Paris
- 2000 - Tvillingarnas vilda äventyr
- 2001 - Tvillingarna på äventyr i London
- 2001 - Tvillingarnas äventyr på Bahamas
- 2002 – Getting there
- 2002 - When In Rome
- 2003 - The Challenge
- 2004 - En galen dag i New York
- 2006 - Factory Girl (Mary Kate)
- 2008 - The Wackness (Mary-Kate)
- 2009 - The President's Daughters
- 2010 - Beastly (Mary-Kate som Kendra)
- 2010 - Meskada (Mary-Kate)

## TV-serier (urval)
- 1987-1995 - Huset fullt "Full House"
- 1994-1997 - The adventures of Mary-Kate and Ashley
- 1995-1999 - You're Invited to Mary-Kate and Ashley
- 1998-1999 - Av samma skrot och korn "Two of a Kind"
- 2001-2002 - Mary-Kate och Ashley
- 2001-2002 - So little time
- 2001 - Mary-Kate and Ashley in Action!
- 2007 - Weeds (Mary Kate)
- 2008 - Samantha Who? (Mary Kate)